# Sant Pelegrí de Pinyana
Sant Pelegrí de Pinyana és una antiga capella del poble de Pinyana, de l'antic terme de Viu de Llevata, actualment pertanyent al terme del Pont de Suert, a l'Alta Ribagorça.
Està situada al capdamunt i a l'extrem sud-est del poble, a prop de Ca de Cília, a sota i al nord-est del turó on hi hagué el Castell de Pinyana.
És un temple en ruïnes, possiblement de principis del segle xviii, com testimonia la data inscrita a la pedra clau del seu portal.
Possiblement era una capella dividida en dues parts, formant un vestíbul abans d'accedir al temple. L'estat ruïnós en què es troba a penes permet apreciar res, en l'actualitat.

## Galeria

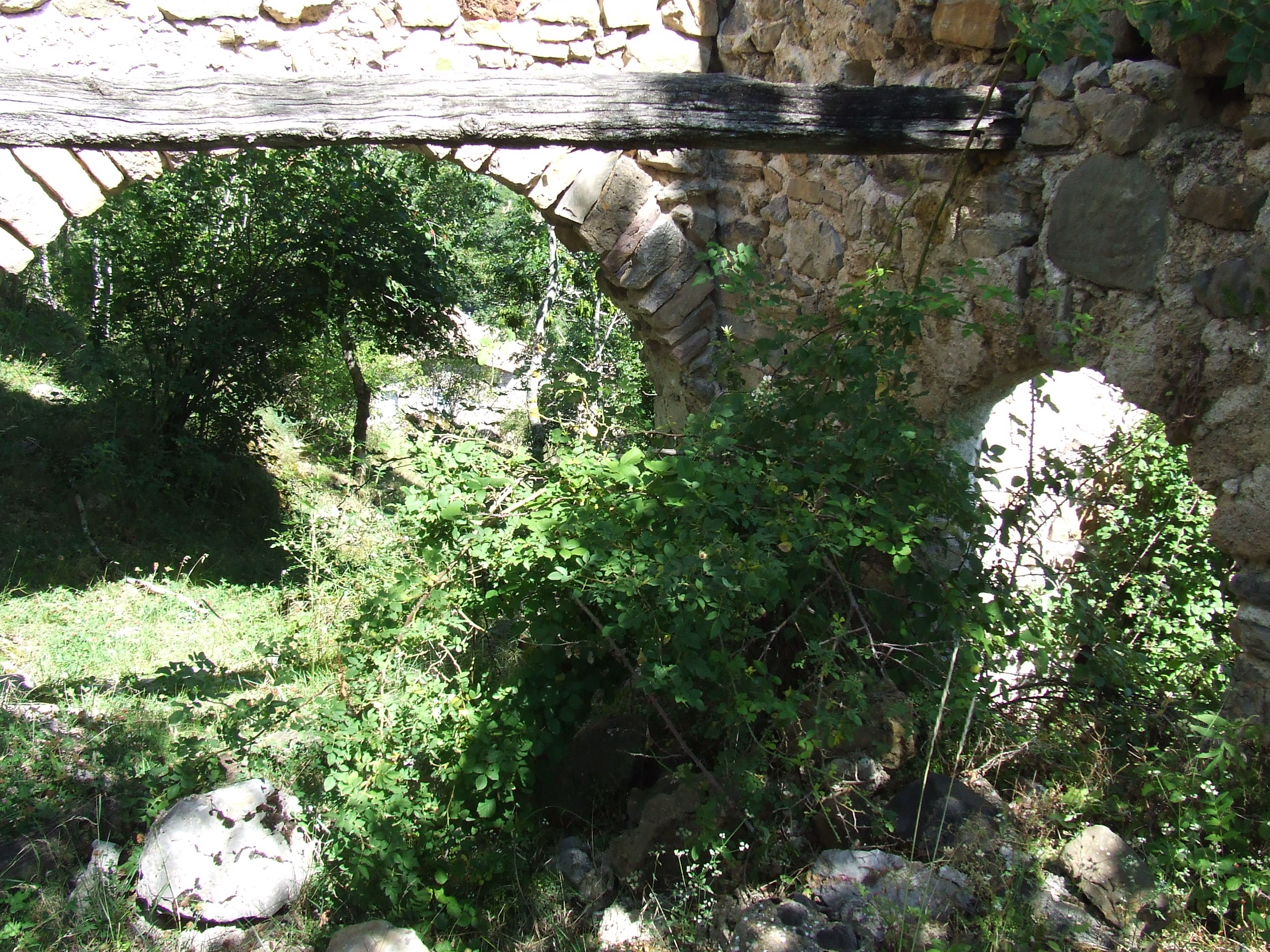
Ruïnes de Sant Pelegrí.
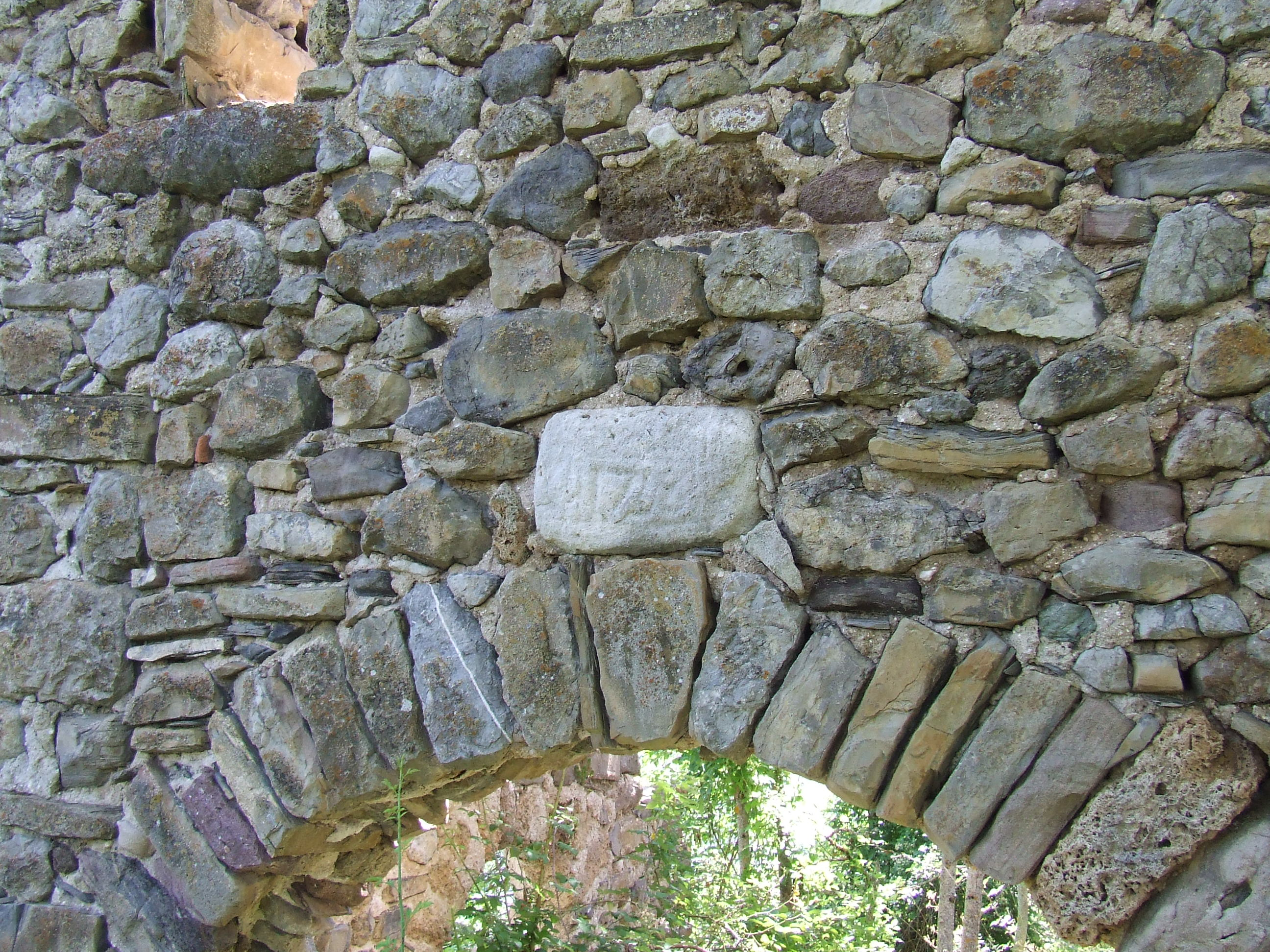
Llinda, amb la data de l'obra.